# Шульце, Отто (инженер)
Фридрих Вильгельм Отто Шульце (нем. Friedrich Wilhelm Otto Schulze; 13 августа 1868, Врицен — 7 июня 1941, Данциг) — немецкий инженер-гидротехник, профессор и ректор Данцигского университета.

## Биография
Фридрих Вильгельм Отто Шульце изучал гидротехнику в Техническом университете Берлина в Шарлоттенбурге. После окончания ВУЗа он работал в Прусском гидротехническом управлении. В 1896 году он получил приз «AIV-Schinkel-Preis» от Ассоциации архитекторов Берлина. В том же году он стал правительственным архитектором — экспертом по управлению общественным строительством. С 1902 года работал в Прусском министерстве общественных работ в Берлине, где в 1904 году стал инспектором. В том же, 1904, году Отто Шульц получил пост профессора гидротехники в Техническом университете Гданьска: в 1919—1923 годах состоял также ректором данного ВУЗа, а в 1921 году — стал одним из основателей Общества друзей (Gesellschaft der Freunde) университета.
Отто Шульце состоял членом гданьской «сестры» Немецкой национальной народной партии, которая набрала наибольшее число голосов избирателей на выборах в Учредительное собрание Гданьска в 1920 году (28,2 %). Шульце входил в городской Сенат в 1920—1924 годах. 11 ноября 1933 года он был среди более 900 ученых и преподавателей немецких университетов и вузов, подписавших «Заявление профессоров о поддержке Адольфа Гитлера и национал-социалистического государства». Скончался 7 июня 1941 года в Данциге.

## Работы
- Aufruf zum Studium in Danzig / Schulze, Friedrich Wilhelm Otto. — [Danzig, Am Johannisberg 6] : [Prof. F. W. O. Schulze], [1937].
- Die Entwicklung der Danziger Technischen Hochschule / Schulze, Friedrich Wilhelm Otto. — [s. l.] : [s. n.]Danzig (: Danziger Allg. Zeitg), 1931.
- Die wichtigsten Kanalhäfen und ihre Bedeutung für den Krieg / Schulze, Friedrich Wilhelm Otto. — Berlin : Mittler, 1916.
- Seehafenbau / Schulze, Friedrich Wilhelm Otto. — Berlin : Ernst & Sohn.